# Carl Reinhold von Essen
Carl Reinhold von Essen, känd som Carl von Essen, född 14 juni 1868 i Köpenhamn, död 2 maj 1949 i Stockholm, var en svensk greve, militär och hovman.

## Biografi
Carl von Essen föddes 1868 i Köpenhamn. Han var son till Hans Henrik von Essen och grevinnan Augusta Adelaide Emilie Jaquette Gyldenstolpe.
von Essen blev underlöjtnant vid Kronprinsens husarregemente 1889, löjtnant där 1895 och ryttmästare 1906. Han blev ordonnansofficer vid I. arméfördelningen 1893 och adjutant i kronprinsens stab 1904. von Essen befordrades till major i armén 1915. Han var tjänstgörande kammarherre hos kronprinsessan från 1924. von Essen innehade fideikommissen Falkenhagen och Hankenhagen i Neuvorpommern från 1895 och blev hedersborgare i Stralsund 1928. Han blev riddare av Svärdsorden 1910 och av Vasaorden 1924. von Essen vilar på Örtomta kyrkogård.

### Familj
von Essen gifte sig 10 oktober 1901 i Malmö med Louise Signe Birgitta Matilda Sofia De la Gardie (född 1882), dotter till kammarherren, greve Pontus Axel De la Gardie och friherrinnan Augusta Sogffia Charlotta Ulrika Silfverschiöld. De fick tillsammans barnen Mary Augusta Jacquette von Essen (född 1903), Alice Brita Ida von Essen (född 1904) och Ebba Elisabet bvon Essen (född 1905).